# Église Saint-Pierre de Shanghai
L’église Saint-Pierre est une église catholique située à Shanghai, en Chine.

## Histoire
En 1930, la concession française de Shanghai est à son apogée. Dans la partie nouvelle de la concession, il peut être construit des maisons plus spacieuses pour les résidents étrangers ainsi que des bâtiments administratifs. Les Américains y installent leur American College, rue Pétain. Une première église, de style byzantin, avec un dôme central et cinq chapelles, est construite  en 1933 pour les étudiants de l'université l'Aurore, tenue par les jésuites. Elle est prévue pour accueillir un millier de personnes. L'afflux de Russes blancs après la révolution de 1917 crée un certain déséquilibre religieux dans la concession. Ils ne sont que 41 (en 1915), mais passent rapidement  à 8 260, après l'occupation japonaise de la Mandchourie en 1934. La concession française compte 498 193 habitants, dont 18 899 étrangers, parmi lesquels 8 200 Russes blancs et seulement 1 430 Français.
Pendant la bataille de Shanghai, l'aviation chinoise bombarde lourdement par deux fois la concession par erreur et fait plusieurs centaines de morts, dont des dizaines de paroissiens. L'attaque du 14 août faisant 43 morts et 28 blessés parmi les fidèles. 
Dès 1941, l'occupation de Shanghai par les troupes de l'empire du Japon force des dizaines de milliers de Chinois à se réfugier dans les concessions. Le nombre de fidèles fréquentant l'église Saint-Pierre de Shanghaia atteint les trois mille car de nombreux paroissiens y avaient trouvé refuge. L'accord sino-britannique de février 1943 instaure la restitution de la concession internationale à la Chine, tandis que le 30 juillet 1943, le consul général, Roland de Margerie, remet les clefs de la concession française et les clefs de l'église au maire de Shanghai,[source insuffisante]. À partir de ce moment, le nombre de paroissiens ne fera que décliner. La victoire en 1949 du parti communiste chinois à la fin de la guerre civile chinoise contraint les étrangers à évacuer la ville, rendant encore plus aléatoire la tenue des services religieux.
Cette église a été ensuite confisquée pendant la Révolution culturelle et est devenue un centre culturel fantoche. Elle s'est dégradée au point de tomber en ruine par endroits. Après 1984, un peu d'espace était alloué aux cérémonies religieuses et finalement, le projet de création de l'autoroute aérienne juste devant elle a poussé le centre culturel à déménager et à restituer le bâtiment au diocèse, en juillet 1994. À ce moment, c'est la toute fin. Le bâtiment est rasé pour laisser place à une autoroute. Il ne subsistera plus rien de l'église construite à cet emplacement. 
Une église moderne est reconstruite plus loin. Mais il ne s'agit plus du même bâtiment, ni du même site. La nouvelle église porte le même nom et a pris le relais. Des messes internationales y ont lieu, en particulier en langue française, anglaise et coréenne. L'église proprement dite a la particularité de se situer au second étage du bâtiment, les étages inférieurs étant constitués de salles de réunion et de chapelles.

## Galerie d'images

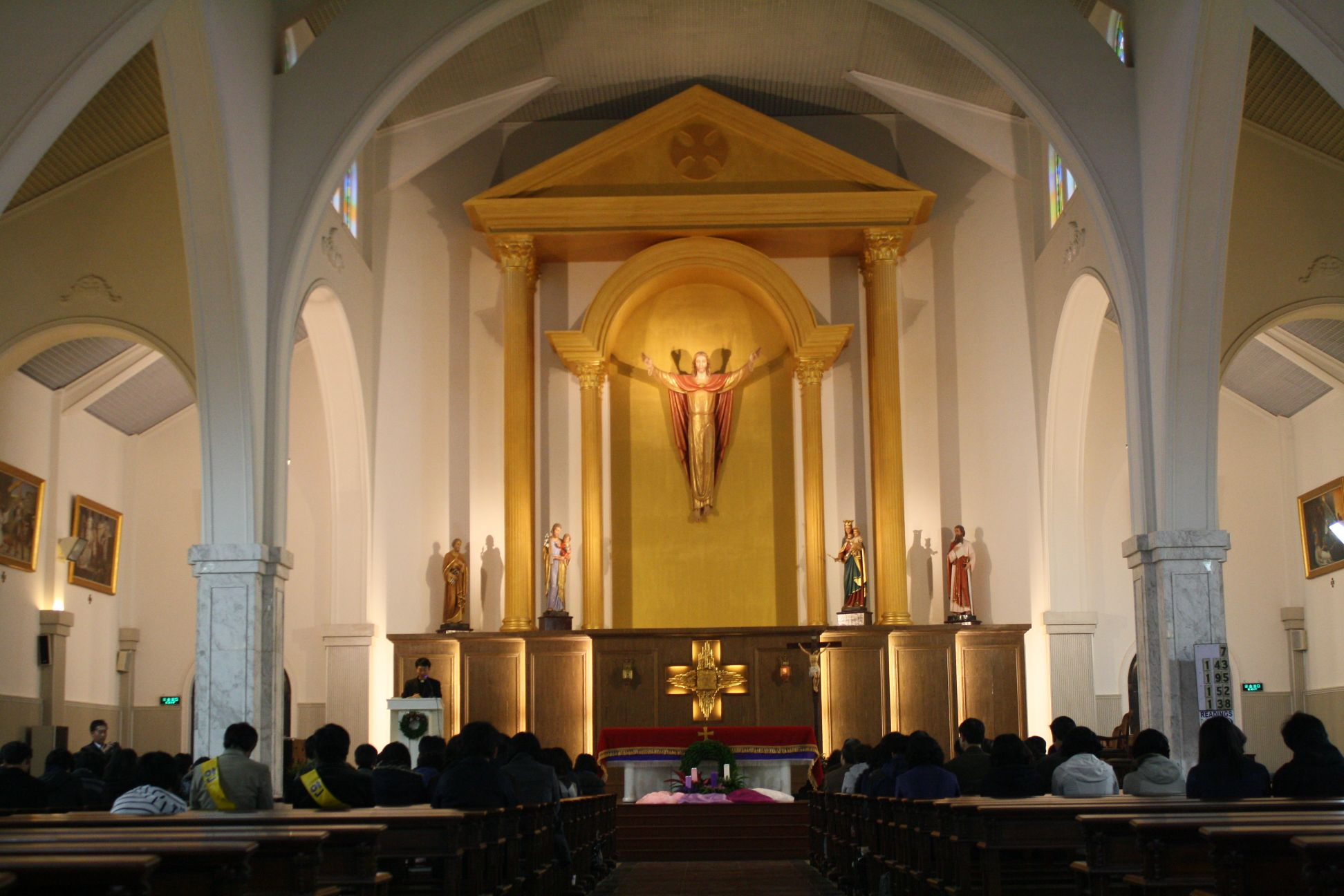
Vue de l'intérieur
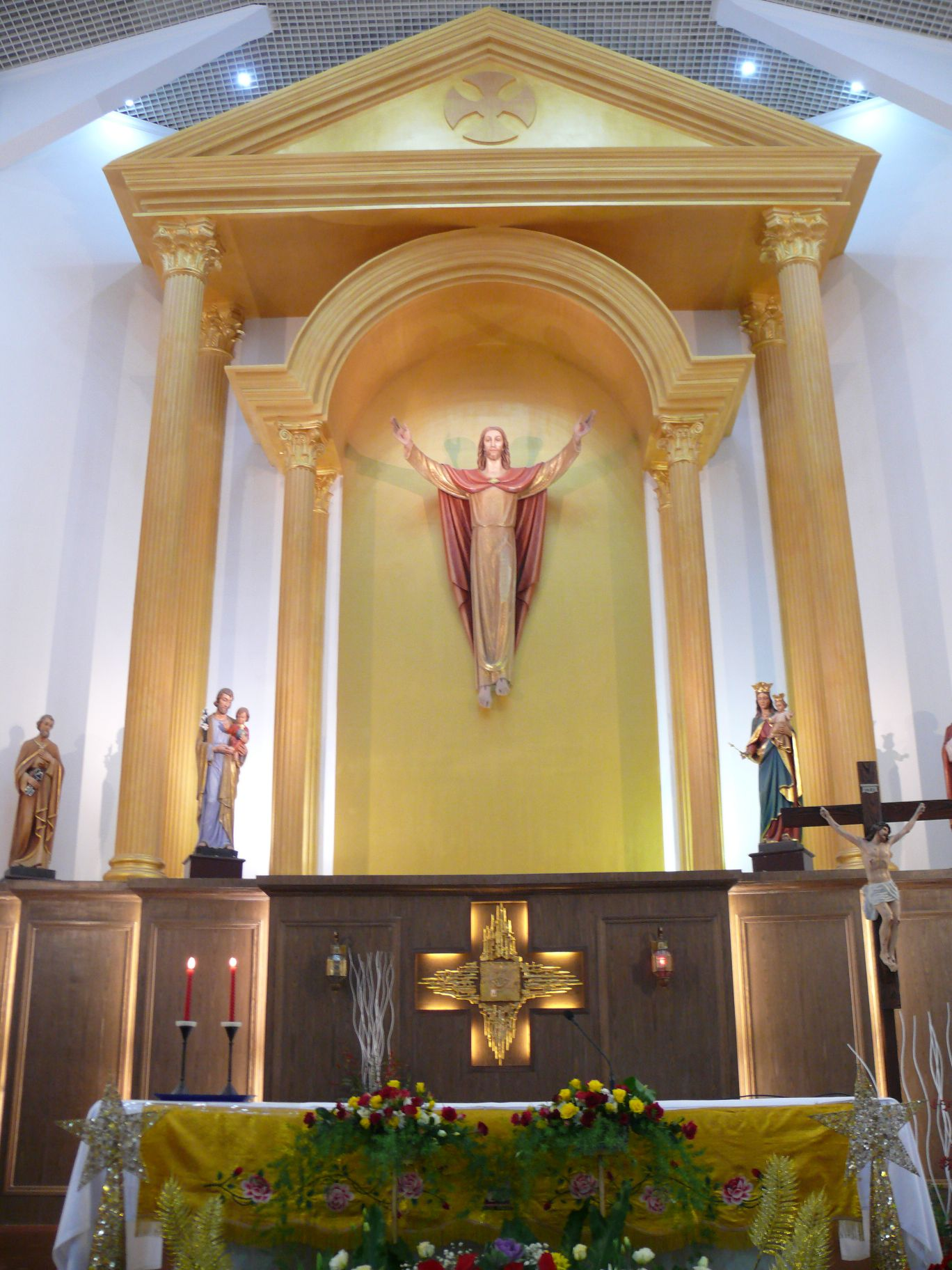
Le chœur